# Западинський заказник
Запа́динський зака́зник — лісовий заказник місцевого значення в Україні. Розташований у межах Красилівської міської громади Хмельницького району Хмельницької області, на північний захід від села Западинці.
Площа 30 га. Статус надано 1994 року. Перебуває у віданні ЛСП «Красилівліс».
Статус надано з метою збереження лісового масиву, в якому переважають хвойні насадження. У східній частині заказника зростають здебільшого листяні види дерев.